# Stefanus van Vaux
Stefanus van Vaux (circa 1000 - circa 1060) was van 1027 tot aan zijn dood de eerste heer van Joinville. Hij was de stamvader van het huis Joinville.

## Levensloop
Stefanus was afkomstig uit Vaux-sur-Urbain, aan de Maas in het huidige departement Haute-Marne.
Hij had de reputatie van een bijzonder strijdlustige oorlogsvoerder die samen met de graven van Brienne, aan wie hij verwant was, rooftochten in de regio te plegen. Hij raakte in het bezit van de Abdij van Saint-Urbain en deelde de inkomsten van de Abdij van Montier-en-Der met de graven van Brienne. In 1018 werd hij door de bisschop van Toul geëxcommuniceerd nadat hij de monniken van Saint-Blin beroofd had.
Met de hulp van zijn schoonvader, graaf Engelbert II van Brienne, bouwde Stefanus de burcht van Joinville, van waaruit hij ongenadig de kloosters en abdijen in de omgeving beroofde. Nadat hij ondanks de vraag van koning Robert II van Frankrijk slechts een klein deel van de beroofde kerkelijke goederen teruggaf, dreigde zelfs paus Leo IX in te grijpen. In 1027 liet Robert II Stefanus arresteren om de door hem onterecht toegeëigende goederen van de Abdij van Montier-en-Der terug te vorderen.
Uit zijn huwelijk met een dochter van Engelbert II van Brienne is een zoon bekend: Godfried I (overleden in 1080), die hem opvolgde als heer van Joinville. Na het overlijden van zijn schoonmoeder Adelheid van Sens, weduwe van graaf Godfried I van Joigny, liet Stefanus met de steun van zijn schoonvader zijn aanspraken gelden op het graafschap, waarbij hij het opnam tegen de halfzus van zijn echtgenote. Het is niet onwaarschijnlijk dat hij de macht over het graafschap verwierf, maar in dat geval was dit slechts van korte duur, aangezien Godfried II, vermoedelijk een zoon van Adelheid en Godfried I, in maart 1042 voor het eerst vermeld wordt als graaf van Joigny.
Stefanus overleed rond het jaar 1060.